# Loki (počítač)
Loki, zmiňovaný také jako ZX Spectrum Loki, je kódové jméno plánovaného, ale nikdy sériově nevyráběného nástupce počítačů Sinclair ZX Spectrum, který měl svými schopnostmi konkurovat počítačům Amiga. Projekt byl zastaven poté, co byla společnost Sinclair Research koupena společností Amstrad.
Podle spíše spekulativního článku v časopise Sinclair User měl být počítač založen na procesoru Z80, který může běžet na frekvenci až 7 MHz, a měl být vybaven dvěma specializovanými integrovanými obvody pro obraz a zvuk, které oba měly mít přímý přístup do paměti. Paměť o velikosti 128 KiB měla být tvořena dvěma čipy, každým o velikosti 64 KiB. Počítač měl být vybaven blitterem, který by urychloval některé grafické operace, měl používat hardwarový scroller a měl obsahovat podporu sprajtů. Grafické rozlišení mělo být 512 x 212 pixelů, 16 barev nebo 256 x 212 pixelů, 256 barev, nebo 256 x 212 pixelů, 64 barev s možností využít čtyři roviny sprajtů. Software měl být založen na jazyce SuperBASIC počítače Sinclair QL, zmiňována je také podpora CP/M.
Počítač měl být kompatibilní se ZX Spectrem 48K, ale už ne se ZX Spectrem 128K. K počítači mělo být možné připojit jak kazetový magnetofon, tak disketovou mechaniku.
Podle jednoho z vývojářů herní konzole Jaguar Andrewa Whittakera některé z technologií navržené pro Loki byly použity v počítači SAM Coupé.

## Plánované technické parametry
Protože počítač se nikdy nevyráběl, informace o technických parametrech počítače se v různých zdrojích liší. Podle měl být počítač vybaven:
- procesor: Z80H,
- paměť RAM: 128 KiB, rozšiřitelná až na 1MiB,
- grafika: 512 x 256 pixelů, 256 barev (informace o grafice v[5] jsou odlišné od informací v článku v časopise Sinclair User zmíněných výše),
- porty pro: tiskárnu, světelné pero, počítačovou síť, MIDI, RS-232, paměťové karty ROM.